# Костельна, 10
Будинок № 10 (будинок працівників «Укрм'ясотресту» або «Укрм'ясопромтресту») — будівля архітектора Михайла Гречини у стилі постконструктивізму. Розташований на Костельній вулиці, 10.
Житловий будинок робітників «Укрм'ясотресту» — приклад перехідного будівництва.
Наказом Міністерства культури і туризму України № 1285/0/16-08 від 7 листопада 2008 року занесений до держреєстру пам'яток архітектури та містобудування місцевого значення.

## Будівництво і використання будівлі
Костельна вулиця прокладена відповідно до генплану Києва 1837 року, розробленого архітектором Вікентієм Беретті. 1936 року на ділянці навпроти Олександрівського костелу звели будинок для працівників «Укрм'ясотресту».

## Архітектура
Проєкт розробив архітектор Михайло Гречина. Архітектурна критика схвально сприйняла відмову автора від чистого конструктивізму з його суворою функціональністю і спрощеними формами, які збіднюють пластичне мистецтво, на користь принципам ордерної композиції для надання будівлі естетичнішого вигляду. За допомогою лаконічних монументально трактованих форм вдалося, як писали у тодішній пресі, створити сильний образ, який відповідав би величі тодішньої доби.
Будівля зведена у стилі перехідного періоду з рисами пізнього конструктивізму і радянського неокласицизму.
До елементів конструктивізму відносяться, наприклад, суцільне скління сходів і низькі вікна конструктивістської форми на останньому поверсі.
Фасад фланкований двома розкріповками з парадними входами. Між ними на рівні третього — п'ятого поверхів оздоблений напівколонами, на яких до реконструкції 1990-х років стояли статуї.
Перший поверх оформлений рустом.